# Bluval
Bluval – Internationales Musikfestival ist ein Musikfestival, das jährlich im September im „Straubinger Land“, also in der Stadt Straubing und im Landkreis Straubing-Bogen, stattfindet. Gespielt wird vornehmlich Blasmusik. Der Name ist ein Akronym und steht für Bläserisches Musikfestival.

## Ablauf
Drei Wochen lang musizieren die unterschiedlichsten Ensembles und präsentieren vorwiegend bläserische Musik aus Klassik, Jazz, traditioneller und geistlicher Musik. Dabei handelt es sich um eine Mischung aus Konzerten mit freiem Eintritt und Konzerten mit unterschiedlichem Eintrittspreis, je nach Veranstaltungsort und Künstler. Daneben finden Workshops, Kirchenführungen, Filmvorführungen und weitere kulturelle Begleitprogramme statt. Es findet jährlich auch mindestens ein Konzert für Kinder- und Jugendliche statt sowie ein großes Galakonzert. Ab 2015 kamen überdies internationale Meisterkurse hinzu.
In den Wochen vor dem sogenannten Bluval-Samstag, dem letzten Samstag im September, und an diesem Haupttag selbst treten über 50 internationale und regionale Ensembles auf, musizieren in Konzertsälen, Kirchen, Wirtshäusern und auf öffentlichen Plätzen.
Das Festival fand im Jahr 2019 zum 25. Mal statt und wird jedes Jahr von ungefähr 10.000 Gästen besucht. 2019 wurde der Trägerverein Bluval e.V. mit dem Kulturpreis des Bezirks Niederbayern ausgezeichnet.

## Geschichte
Das Festival wurde erstmals 1995 vom Kulturkreis Josef Schlicht auf Anregung von Hans Lohmeier veranstaltet. Das Festival fand am Samstag, dem 7. Oktober in der Straubinger Innenstadt an sechs Standorten statt. Rund 20.000 Mark stand den Organisatoren durch den Kulturausschuss der Stadt zur Verfügung- Von 1996 bis 1999 fand das Festival über drei Tage statt, wobei der Fokus auf dem Samstag lag.
Ab 2000 übernahm der Verein Bluval e.V. die Ausrichtung des Festivals. Die 2000er Ausgabe fand dann auch über zwei Wochen statt. Von 2001 bis 2011 fand es als dreiwöchiges Musikfestivalstatt. 2012 fand wieder eine komprimierte Woche statt, anschließend folgte eine erneute Ausdehnung auf zwei Wochen Ab dem 23. Musikfestival 2018 sind es wieder drei Wochen, im Jubiläumsjahr 2019 sogar vier Wochen. Im Jahr 2020 musste das Festival wegen der COVID-19-Pandemie in Deutschland abgesagt werden.
2021 soll das Festival fortgesetzt werden. Daher wurden vom Haushaltsausschuss des Deutschen Bundestages 100.000 Euro als Fördersumme genehmigt.

## Programm (Auswahl)

### 1995
Das erste Bluval-Festival fand am 7. Oktober 1995 statt. Hauptveranstaltung war ein Galakonzert der Brass Philharmonie Stuttgart, unterstützt vom Demantiusquartett aus Mönchengladbach, dem Arundo-Quintett aus Freiburg und dem Böhmischen Bläsertrio. Über die Stadt verteilt fanden an sechs Standorten Auftritte der Blaskapellen Bubach, Donautal, Gäubodenbuam, Kelberg, Mintraching und Mitterfels statt, sowie Auftritte anderen Musikantengruppen allen voran der bekannten österreichischen Band Mnozil Brass.

### 1999
Das letzte vom Kulturkreis Josef Schlicht veranstaltete Bluval fand an vier Tagen vom 22. bis 25. September statt. Auch hier lag der Höhepunkt auf dem Bluval-Samstag, bei dem diesmal auf 12 Spielplätzen musiziert wurde. Beim Galakonzert am Herzogsschloss traten die Nürnberger Symphoniker auf.

### 2000
Die erste Veranstaltung, die vom eigenen Verein getragen wurde, fand vom 17. bis zum 30. September 2000 statt. Highlights waren das Eröffnungskonzert von Mnozil Brass, der Auftritt von Mike Svoboda („Alphorn Special“), Brass Unlimited sowie das Galakonzert mit Juvavum Brass aus Salzburg und Allen Vizzutti.

### 2012
Das Festival fand 2012 vom 22. bis 30. September statt. Höhepunkte waren:
- Altbairische Blasmusik Karl Edelmann (Eröffnungskonzert), Kapelle Josef Menzl, Renner Ensemble Regensburg (Leitung: Hans Pritschet), Cantate Domino, Till Eulenspiegel für Kinder und Jugendliche mit Musikern des Philharmonischen Orchesters Regensburg, VerQuer, BosArt Trio: Brahms‘ Tierleben, Perückenkonzert mit Musik aus der Zeit von Carl Philipp Emanuel Bach, Appenzeller Space Schöttl, Kerberbrothers, ArteTonal Ensemble München, Brass Unlimited, Adamus Trio, Arte Ensemble, WosDaBrassKo

### 2013
Das Festival fand 2013 vom 14. bis 29. September statt. Höhepunkte waren:
- WosDaBrassKo (Eröffnungskonzert), Thomas Scherbel, Katrin Ambrosius-Baldus, SR Jazz Collective, Sound of Heimat – Deutschland singt (Filmvorführung mit Regisseur Arne Birkenstock), Trio Tardy, Duoka, Peter und der Wolf (Kinderkonzert mit Klamuki), Kapelle Kaiserschmarrn, Boris Gammer Quintet, Blechg’schro, Die Bayerischen Löwen („Alois im Wunderland“), Trio Rio, Monika Roscher Big Band, Fett, smart quintett, Più che due, Fagott5, Kocani Orkestar Gipsy Brass, Dingolfinger Stadtmusikanten, Münchener Kammerorchester

### 2014
Das Festival fand 2014 vom 13. bis 28. September statt. Höhepunkte waren:
- Bluval Blech (Eröffnungskonzert), Nörd FX, Bläserquintett der Bayerischen Staatsoper mit Pianistin Sophie Raynaud, Ur-Musig (Filmvorführung),  Norbert Ziegler & Fritz Schwinghammer, Das Kuscheltierkonzert von Klaus Wüsthoff, Ampertaler Kirtamusi, Brassessoires, Deutsches Philharmonisches Kammerorchester mit Julia Becker und Johannes Zurl, ThatSwing, Planet Musical, Der Glanz des Barocks (mit Daniela Rapps und Isabella von Kuepach), Äff-tam-tam, Regensburger Wirtshausmusikanten, Liquid Blue, Collegium musicum Straubing, Giora Feidman & Gershwin String Quartett

### 2015
Das Festival fand 2015 vom 12. bis 27. September statt. Höhepunkte waren:
- Bluval Blech (Eröffnungskonzert), Anna-Gebhardt-Trio, Gruppa Karl-Marx-Stadt, Stofferl Well & Franz Schnieringer, Internationale Meisterkurse mit Julia Schröder, Christian Höcherl, Gerold Huber und Olivier Tardy, Im Prestissimo (Filmvorführung), Ulrich Herkenhoff & Konrad Huber, Korbinian-Ströher-Quintett, Regensburger Wirtshausmusikanten, Galakonzert mit James Galway, Jeanne Galway und der Kammerphilharmonie St. Petersburg, Bremer Stadtmusikanten (Kinderkonzert mit Klamuki), Premium Bavaricum, jazz4mation, MonacoBagage, Knedl & Kraut, Birgländer Musikanten, d’Woihauser Straßenmusikanten, New Ohr Linz, The Art of Trio, Blu Bantu, Blecherne Sait'n, Münchner Kammerorchester

### 2016
Das Festival fand 2016 vom 10. bis 25. September statt. Höhepunkte waren:
- Bluval Blech (Eröffnungskonzert), Blechbixn, Chorgemeinschaft Mandlsplitter, Jazzpiraten, Ingolf Turban, Meisterkurse mit Christian Höcherl, Anne-Cathérine Heinzmann, Ingolf Turban, Gerold Huber und Ruth Ziesak, Alfelder Musikanten, Galakonzert mit Sergei Nakariakov, Gerold Huber und die Russische Kammerphilharmonie St. Petersburg unter Leitung von Juri Gilbo, De echt’n Hoslbecka, Fünferl, Willi Weitzel und das Ambassade Orchester Wien (Kinderkonzert, Peter und der Wolf), Georg Blüml mit Fred Flassig und Franz Schnieringer (Musikalischer Vortrag zu Ludwig XIV.), Musikalische Lesung mit Stephan Zinner und Marcus H. Rosenmüller, Trio Montelibero, Mozarteum-Ensemble, Festliches Kirchenkonzert mit Christian Höcherl, Annette Müller und Jörg Altmannshofer, Kocani Orkestar Gipsy Brass, Diefatshefara Blasmusik, Tanngrindler Musikanten, A.S.S's Groove Reflex, „Best of Hollywood“ Festkonzert mit Magdalena Hinterdobler und der Philharmonie Salzburg unter der Leitung von Elisabeth Fuchs

### 2017
Das Festival fand 2017 vom 8. September bis 1. Oktober statt. Höhepunkte waren:
- Mrs. Zwirbl, Bluval Blech (Eröffnungskonzert), Jochen Aldingers Downbeatclub, Meisterkurse mit Edgar Krapp, Anne-Cathérine Heinzmann, Ingolf Turban, Gerold Huber und Christiane Iven, Atelierkonzerte von Susanne Anatchkova, Stefan Mutz und Michael „Eumel“  Aumer, Bozen Brass, Rät-House-Band, Ingolf turban (Violine), Anne-Cathérine Heinzmann (Flöte) und Gerold Huber (Klavier): I virtuosi di Paganini: Klassik von der Leine gelassen, Regensburger Wirtshausmusikanten, Goass House Band, Jesper Munk, Mare und Miche, Ringlstetter & Band mit Dominik Glöbl, Vöichtacher Rucksack-Musi, Blaskapelle Ochsentreiber, Tannöd: Krimi-Spektakel mit Musik, Kinderkonzert mit Sternschnuppe, „W. A. Mozarts Vermächtnis“ Festkonzert mit Bele Kumberger (Sopran), Edina Bräu (Alt), Gustavo Martin-Sanchez (Tenor), Tohru Iguchi (Bass), dem Kammerchor Straubing und dem Niederbayerischen Kammerorchester unter der Leitung von Stefan Frank, Galakonzert mit Wolfgang Schröder und den Nürnberger Symphonikern unter der Leitung von Mateusz Molęda, Anna Gebhardt & Daniela Rapps, Stofferl Well & Franz Schnieringer

### 2018
Das Festival fand 2018 vom 7. bis 30. September statt. Höhepunkte waren:
- SeppDeppSeptett, Bluval Blech (Eröffnungskonzert), Double Drums, Gottesdienst mit den Klangfalken, Liadhaber, Benefizkonzert mit Wolfgang A. Herrmann (Orgel) und dem Kammerorchester der TU München unter Leitung von Felix Mayer, Meisterkurse mit Stefan Baier, Anne-Cathérine Heinzmann, Ingolf Turban, Gerold Huber und Sibylla Rubens, HörBänd, Asphyxia, Major 7, Familienkonzert „Harry Potter“ mit Ben und dem Georgischen Kammerorchester unter Leitung von Olivier Tardy, Festkonzert mit  Anne-Cathérine Heinzmann, Ingolf Turban, Gerold Huber und dem Georgischen Kammerorchester unter Leitung von Olivier Tardy, Bittenbinder, Niederbayrischer Musikantenstammtisch, Bauernseufzer, MonacoBagage, Galakonzert mit Wen-Sinn Yang und dem Kammerorchester des Nationaltheater Prags, Julia Jurgasch & Franz Schnieringer, Smooth‘s Music Factory:Tribute to Al Jarreau, DrahDeWadl, Kapelle Quetschnblech, „Swing und Klassik“-Schlossensemble Svenja Kruse

### 2019
Das Festival fand 2019 vom 5. bis 6. Oktober statt. Es handelte sich um das 25-jährige Jubiläum der Veranstaltung, daher fanden dieses Mal vier Wochen Veranstaltungen statt. Höhepunkte waren:
- Robert Holl und Gerold Huber (Eröffnungskonzert), Meisterkurse mit Stefan Baier, Robert Holl und Gerold Huber, Ingolf Turban, Anne-Cathérine Heinzmann sowie Maximilian Hornung, Bluval Blech, Kammerorchester der TU München mit Solisten, Leitung: Felix Mayer (Festakt), Stefan Mutz, Festgottesdienst mit dem TUMChor, Wolfgang A. Herrmann (Orgel), Leitung: Felix Mayer, Bernhard Zink: Metropolis, Matthias Walz, Festkonzert mit dem Tschechischen Symphonieorchester Prag und Anne-Cathérine Heinzmann (Flöte) sowie Maximilian Hornung (Cello), Maximilian Hornung (Cello) und Hisako Kawamura (Klavier), Stefan Baier: Orgelkonzert „Bach in dD“, Franziska Wanninger, Kapelle Salz, Willy Astor: Der Zoo ist kein logischer Garten und ChanceSongs: Der besondere Liederabend, Die zwoa Schneidig’n, Udo Wachtveitl: Mörderisches Bayern, Giora Feidman: Feidman plays Beatles, ptart quartett linz, 50 Jahre Stadtkapelle Straubing, Drehorgelduo Maierhofer, Die Niederbayerischen Alphornbläser, Sternschnuppe, Ampertaler Kirtamusi, Rengschburga Musikantenstammtisch, Musikkapelle Völser Aicha, Galakonzert mit Katja Stuber (Gesang) und dem Münchner Kammerorchester, Bittenbinder, Stofferl Well und Franz Schnieringer